# Joelia Goesjtsjina
Joelia Aleksandrovna Goesjtsjina (Russisch: Юлия Александровна Гущина) (Oblast Rostov, 4 maart 1983) is een Russische sprintster. Op belangrijke kampioenschappen heeft zij vooral successen geboekt op de estafettenummers. Zo werd ze aanvankelijk olympisch kampioene op de 4 x 100 m estafette, totdat de ploeg in 2016 alsnog werd gediskwalificeerd wegens doping van estafetteteamlid Joelia Tsjermosjanskaja, en wereldkampioene op de 4 x 400 m estafette. Ze nam tweemaal deel aan de Olympische Spelen.

## Biografie
Haar eerste internationale medaille won ze in 2002, toen ze op de wereldkampioenschappen voor junioren brons veroverde op de 4 x 100 m estafette.
Op 29 januari 2005 verbeterde Joelia Goesjtsjina in Glasgow, als slotloopster van een ploeg, die verder bestond uit Jekaterina Kondratjeva, Irina Chabarova en Joelia Petsjonkina, het wereldindoorrecord op de 4 x 200 m estafette. Het viertal kwam tot een tijd van 1.32,41 s. Bijna een jaar later verbeterde ze op 28 januari 2006, eveneens in Glasgow, als startloopster tezamen met haar teamgenotes Olga Kotljarova, Olga Zajtseva en Olesja Forsheva het wereldindoorrecord op de 4 x 400 m estafette naar 3.23,37. Beide records zijn nog altijd niet verbroken (peildatum oktober 2012).
Op de wereldkampioenschappen van 2005 in Helsinki werd Goesjtsjina in de finale van de 200 m zesde in 22,75 s. Twee jaar later in Osaka werd ze vijfde op de 4 x 100 m estafette in 42,97. Haar teamgenotes in Osaka waren Jekaterina Grigorjeva, Natalia Rusakova en Jevgenia Poljakova.
In het Spaanse Valencia won Goesjtsjina op de wereldindoorkampioenschappen van 2008 met haar teamgenotes Tatjana Levina, Natalja Nazarova en Olesja Zykina een gouden medaille op de 4 x 400 m. Met een tijd van 3.28,17 versloegen ze de estafetteteams uit Wit-Rusland (zilver; 3.28,90) en de Verenigde Staten (brons; 3.29,30). Op de Olympische Spelen van 2008 in Peking kwam ze uit op de 400 m, 4 x 100 m estafette en de 4 x 400 m estafette. Individueel werd ze op de 400 m vierde met een tijd van 50,01. Op de 4 x 100 m estafette won ze aanvankelijk met haar teamgenotes Jevgenia Poljakova, Aleksandra Fedoriva, Joelia Tsjermosjanskaja een gouden medaille. Met een tijd van 42,31 eindigden ze voor de estafetteploegen uit België (zilver; 42,54) en Nigeria (brons; 43,04). In 2016 werd duidelijk dat Joelia Tsjermosjanskaja in 2008 doping had genomen, waarna de ploeg alsnog werd gediskwalificeerd. Ook op de 4 x 400 m estafette was ze succesvol en won met haar teamgenotes Ljoedmila Litvinova, Tatjana Firova en Anastasia Kapatsjinskaja een zilveren medaille met een tijd van 3.18,82. Deze wedstrijd werd gewonnen door het Amerikaanse estafetteteam in 3.18,54.Ook deze medaille moest zij vanwege dopinggebruik inleveren
Op de Olympische Spelen van 2012 in Londen nam ze deel aan de 400 m en de 4 x 400 m estafette. Op de 400 m plaatste ze zich met 51,44 voor de halve finale. Daarin werd ze uitgeschakeld met een tijd van 51,66. Op het de estafettenummer drong ze met haar teamgenotes door tot de finale, waarin ze met 3.20,23 achter de Verenigde Staten (goud; 3.16,87) en voor Jamaica (brons; 3.20,95) eindigde. Ook deze medaille moest zij inleveren vanwege dopinggebruik ditmaal door haar zelf.
Goesjtsjina was onderdeel van de 4 x 400 m estafetteploeg tijdens de WK van 2013. In de finale liep het Russische team met Joesjtsjina als startloopster naar de wereldtitel in een tijd van 3.20,19.

## Titels
- Olympisch kampioene 4 x 100 m estafette - 2008 (gediskwalificeerd)
- Wereldkampioene 4 x 400 m estafette - 2013
- Wereldindoorkampioene 4 x 400 m estafette - 2008
- Europees kampioene 4 x 100 m estafette - 2006
- Russisch kampioene 200 m - 2005, 2007
- Europees jeugdkampioene 4 x 400 m estafette - 2003

## Persoonlijke records
Outdoor
| Onderdeel | Prestatie | Datum            | Plaats      |
| --------- | --------- | ---------------- | ----------- |
| 100 m     | 11,13 s   | 24 juni 2006     | Zjoekovski  |
| 200 m     | 22,53 s   | 10 augustus 2005 | Helsinki    |
| 400 m     | 49,28 s   | 5 juli 2012      | Tsjeboksary |

Indoor
| Onderdeel | Prestatie | Datum            | Plaats    |
| --------- | --------- | ---------------- | --------- |
| 60 m      | 7,24 s    | 21 januari 2007  | Wolgograd |
| 200 m     | 22,82 s   | 24 januari 2006  | Moskou    |
| 300 m     | 36,93 s   | 5 maart 2010     | Liévin    |
| 400 m     | 51,26 s   | 17 februari 2006 | Moskou    |

## Palmares

### 100 m
- 2006: 5e Wereldbeker - 11,39 s
- 2006: 5e EK - 11,31 s
- 2006:  Europacup - 11,13 s

### 200 m
Kampioenschappen
- 2002: 5e in ½ fin. WJK - 24,12 s
- 2005: 6e WK - 22,75 s
- 2005: 6e Wereldatletiekfinale - 23,18 s
- 2006:  EK - 22,93 s
- 2006: 4e Wereldbeker - 22,96 s
- 2008: 8e Memorial Van Damme - 23,43 s
- 2008: 7e Wereldatletiekfinale - 23,37 s
- 2009:  EK team - 23,01 s
- 2009: 6e in ½ fin. WK - 23,24 s
- 2011: 5e in ½ fin. WK - 23,26 s

Golden League-podiumplekken
- 2006:  Bislett Games – 23,07 s
- 2006:  Memorial Van Damme – 23,24 s
- 2008:  ISTAF – 22,58 s
- 2008:  Bislett Games – 22,85 s

### 400 m
Kampioenschappen
- 2008: 4e OS - 50,01 s
- 2012: 4e in ½ fin. OS - 51,66 s

Golden League-podiumplekken
- 2009:  ISTAF – 51,10 s

### 4 x 100 m estafette
- 2005: DNF WK
- 2006:  EK - 42,71 s
- 2006: 5e Wereldbeker - 42,36 s
- 2007: 5e WK - 42,97 s
- 2008: DQ OS - 42,31 s
- 2009: 4e WK - 43,00 s
- 2010: 4e EK - 42,91 s
- 2011: 6e WK - 42,93 s

### 4 x 400 m estafette
- 2002:  WJK - 3.34,49
- 2003:  EJK - 3.29,25
- 2008:  WK indoor - 3.28,17
- 2008: DQ OS - 3.18,82
- 2012:  WK indoor - 3.29,55
- 2012: DQ OS - 3.20,23
- 2013:  WK - 3.20,19